# Deutsches Glasmalerei-Museum

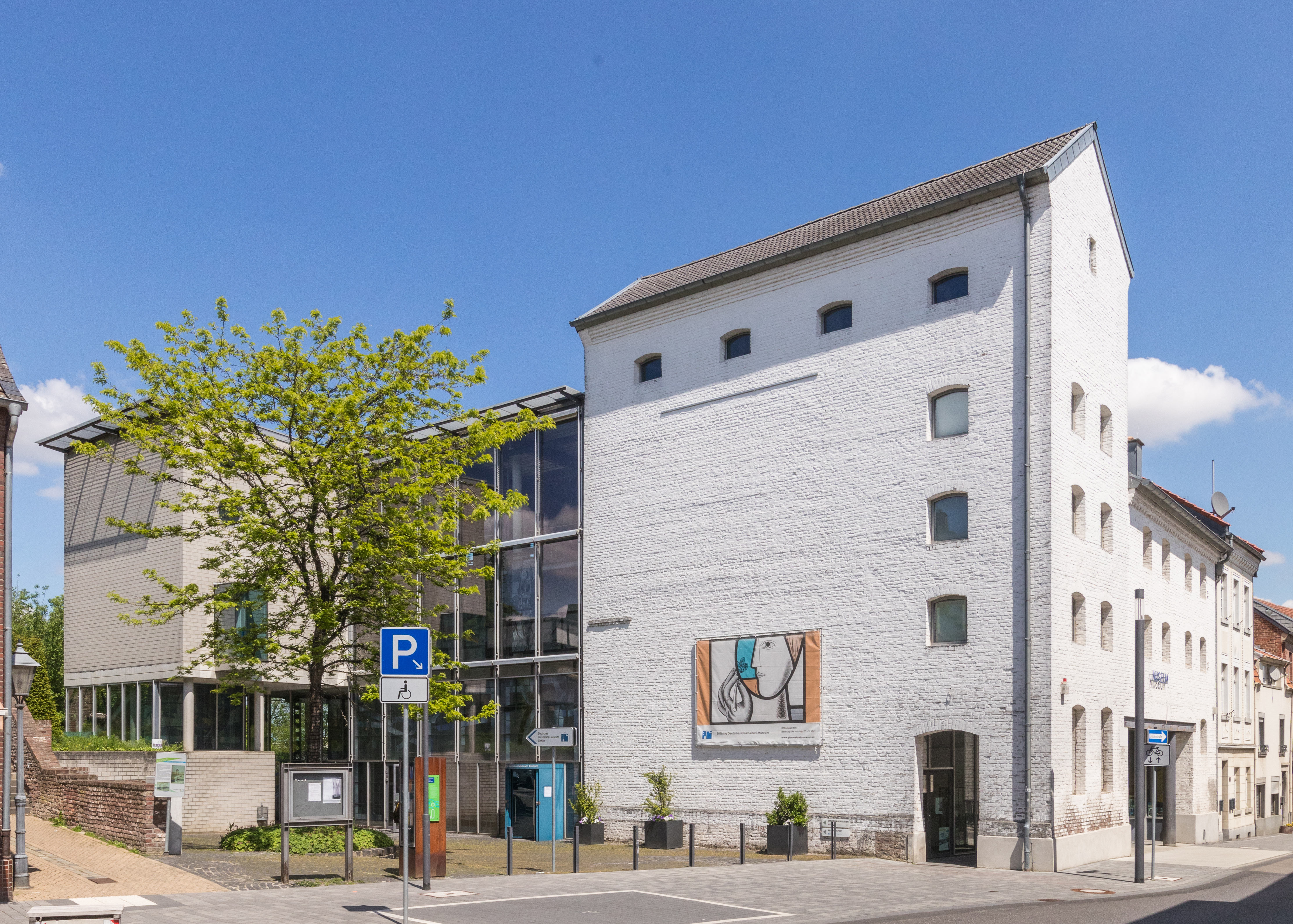
Eingang zum Museum, 2021

Das Deutsche Glasmalerei-Museum in Linnich ist das einzige Museum seiner Art in Deutschland. Es zeigt sowohl historische als auch zeitgenössische Exponate, darunter auch Werke von Georg Meistermann, Brian Clarke und Otmar Alt. Daneben bietet das Museum einen Einblick in eine Glasmalerei-Werkstatt.

## Geschichte
Das Gebäude, in dem das Museum beheimatet ist, ist eine ehemalige Wassermühle des Herzogtums Jülich aus dem Jahre 1608. Ab 1847 wurde die Mühle von der Familie Weitz betrieben, 1966 stillgelegt. Das hohe Silogebäude wurde in den 1990er Jahren komplett entkernt, mit einem Anbau erweitert, was mit Städtebaumitteln des Landes gefördert wurde, und am 29. November 1997 als Glasmalereimuseum durch den Ministerpräsidenten von Nordrhein-Westfalen Johannes Rau eröffnet. Der Linnicher Mühlenteich, ein Abzweig der Rur, fließt immer noch unter dem Museum hindurch.
Die Idee zu einem Glasmalerei-Museum entstand durch die ortsansässige, älteste deutsche Glasmalerei-Werkstatt, die Firma Heinrich Oidtmann. Diese überließ dem Museum beziehungsweise der NRW-Stiftung ihre umfangreiche Sammlung vom Mittelalter bis zur Neuzeit als Grundstock.

## Sonstiges
Träger des Museums ist eine Stiftung. Stifter sind die Stadt Linnich und die ortsansässige Firma SIG Combibloc.
Das Museum hat 1400 m2 Ausstellungsfläche auf sechs Ebenen. Im Erdgeschoss befindet sich eine komplett eingerichtete Werkstatt, in welcher die gesamte Erstellung eines Glasmalereibildes gezeigt werden kann.
Leiterin ist seit 1. Januar 2019 Luzia Schlösser, die auch das Burgenmuseum Nideggen leitet.

## Direktorinnen
- 1997–2000: Suzanne Beeh-Lustenberger (1932–2022)
- 2000–2006: Iris Nestler (* 1966)
- 2006–2018: Myriam Wierschowski
- seit 2019: Luzia Schlösser (* 1962)

## Künstler, deren Werke ausgestellt sind
- Georg Meistermann
- Otmar Alt
- Johan Thorn Prikker
- Maria Katzgrau
- Thomas Baumgärtel
- Heinrich Campendonk
- Ludwig Schaffrath
- Jochem Poensgen
- Johannes Schreiter
- Markus Lüpertz[2]
- und weitere historische und zeitgenössische Künstler